# Província de Naama
La província o wilaya de Naama (àrab: ولاية النعامة, wilāyat an-Naʿāma) és una província o wilaya d'Algèria. La seva capital és la ciutat de Naama. Aïn Sefra, Assela i Tiout són altres ciutats importants d'aquesta província.

## Característiques generals
El seu territori ocupa una superfície de 29.950 km², com la superfície de Bèlgica.
Des del punt de vista administratiu està dividida en dues daires (districtes), que són Mecheria i Aïn Sefra.
Aquests districtes estan al seu torn dividits en dotze baladiyahs (municipalitats):
- Ain Ben Khelil
- Aïn Séfra
- Assela
- Djeniane Bourzeg
- El Biod
- Kasdir
- Makman Ben Amer
- Mecheria
- Moghrara
- Naama
- Sfissifa
- Tiout

## Curiositats
A Tiout es conserven unes importants pintures rupestres del Mesolític.